# Darksiders III
Darksiders III é um jogo eletrônico de ação-aventura e hack and slash desenvolvido pela Gunfire Games e publicado pela THQ Nordic para Microsoft Windows, PlayStation 4 e Xbox One em 2018. Uma versão para o Google Stadia e um port para o Nintendo Switch foram lançados em setembro de 2021. O jogo é uma sequência de Darksiders II, e o terceiro título da série principal Darksiders.

## Jogabilidade
Darksiders III é um jogo que se diferencia muito em relação aos jogos anteriores, com perspectiva em terceira pessoa em 3D, e com fortes influências na jogabilidade da série Dark Souls. Os jogadores controlam Fúria (Fury, no original), irmã de Guerra e Morte, dois dos Quatro Cavaleiros do Apocalipse. Fúria é descrita como a mais imprevisível e enigmática dos Quatro Cavaleiros, utilizando de chicotes, espadas, adagas e magias em combates. Em Darksiders III, Fúria pode assumir diferentes formas elementares que lhe dão acesso a novas armas e afetam a forma com a qual a personagem interage com o cenário. Os inimigos são mais fortes do que nos jogos anteriores, mas aparecem em menor número durante os encontros, de modo a tornar as batalhas mais um contra um. Existem novos inimigos e alguns que retornaram dos jogos anteriores. Os combate não são em arenas ou salas fechadas, pois há uma tentativa de tornar tudo dentro do cenário contextualizado e interconectado (como outros jogos de RPGs de ação). O jogo se passa em um ambiente contínuo, onde a exploração desempenha um papel importante para ganhar almas e subir de nível com mais eficiência. Ao longo da campanha, Fúria resolve simples quebra-cabeças e atravessa obstáculos de plataforma, alguns dos quais fazem uso de seu chicote. Tais quebra-cabeças incluem o uso de bombas e as diferentes formas de Fúria, como a de Chama para explodir caminhos e materiais obstruídos no meio ambiente ou a de Gelo para congelar objetos criando caminhos para a personagem atravessar. Darksiders III dispõe de um sistema de níveis que se resume a aumentar Vida, Dano físico e Dano Arcano. Além da possibilidade de melhoras do dano das e runas equipáveis as mesmas para diferentes vantagens. Semelhante à Guerra, mas diferente da Morte, Fúria coleta almas dos inimigos e dos objetos no meio ambiente, como uma forma de moeda ou um recurso dispensável. Conforme o jogador avança, os inimigos das novas áreas aparecem mais fortes e mais resistentes, se igualando ao poder de Fúria toda vez que um pecado capital é derrotado.

## Desenvolvimento e Lançamento

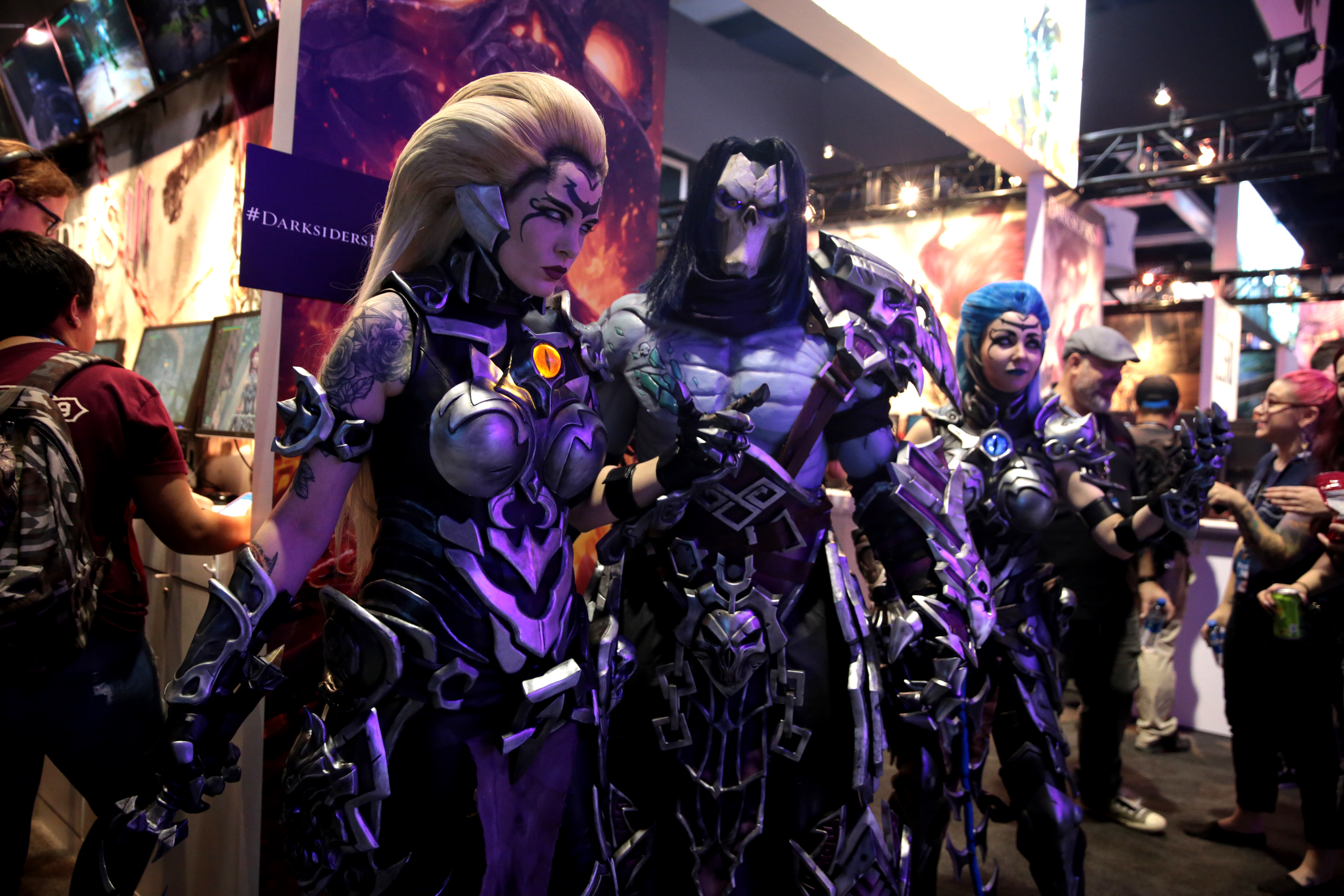
Cosplayers de Darksiders na PAX West 2018 no Washington State Convention Center em Seattle, Washington.

Um terceiro jogo da série Darksiders era planejado na época pela Vigil Games, no entanto, o destino da franquia foi ameaçado devido a dificuldades finaceiras da THQ. Esta que abriu falência em 2012 e os ativos da companhia foram vendidos em um leilão, não incluindo a Vigil Games, que acabou fechando como a THQ. Em abril de 2013, a THQ iniciou um processo de leilão dos IP restantes que ainda não haviam vendido, incluindo Darksiders. Diversão empresas manifestaram interesse em adquirir os direitos, incluindo a desenvolvedora japonesa PlatinumGames, e a Crytek USA, uma nova subsidiária da Crytek liderada pelo ex CEO da Vigil, David Adams, e inicialmente composta por ex-funcionários da Vigil. David Adams manifestou interessem em trazer a série Darksiders devolta para "casa". Em 22 de abril de 2013, Darksiders, junto com Red Faction e MX vs. ATV, foram comprados pela Nordic Games na ultima transação de ativos. Em 14 de junho de 2013, a Nordic Games afirmou em uma entrevista com a Joystiq que os fãs não deveriam esperar por um novo jogo em menos de dois anos.
Em 2 de maio de 2017, Darksiders III apareceu em uma lista de produtos da Amazon.com. O jogo foi anunciado no mesmo dia pela THQ Nordic sendo desenvolvido pela Gunfire Games. O time de desenvolvimento consiste majoritariamente de ex membros da Vigil Games cujos trabalhos anteriores incluem os dois primeiros jogos de Darksiders. Foi anunciado que o jogo seria lançado em 27 de novembro de 2018 e em conjunto, a THQ Nordic anunciou varias edições especiais para o jogo; a deluxe edition, que vinha com a trilha sonora e dois futuros conjuntos de DLC, a Collector's Edition, que vinha com uma estatueta da Fúria, e a edição Apocalypse, que vinha com estatuetas de Guerra, Morte, Fúria e Vulgrim.
Em 20 de dezembro de 2018, um patch foi lançado adicionando o modo de combate clássico em uma tentativa de aproximar a velocidade dos comandos ao dos jogos anteriores, em resposta a estranheza causada pela mudança de estilo de jogo do novo título. Esse novo modo permitia que o movimento de esquiva de Fúria interrompesse a animação de seus ataques e que itens tivessem suas propriedades aplicadas instantaneamente (sem a necessidade de parar executar uma animação).

## Recepção e Crítica
Darksiders III recebeu notas mistas e medianas, de acordo com o agregador de notas Metacritic. O terceiro jogo da série Darksiders foi fortemente criticado por seus problemas técnicos em ambas as versões de computador e consoles. Em análise da Eurogamer o combate foi definido como simples e "direto" se resumindo á questão de "aumentar o dano das armas" e que os poucos quebra-cabeças eram muito simples, e concluindo que a série "já tinha feito melhor no passado". Na análise do site GameSpot, o jogo foi descrito como "sem foco", que a "clara inspiração inspiração da série Dark Souls" vai contra as características do resto da série, que o jogo tinha "quebra-cabeças rudimentares" e conclui por dizer que "Darksiders III regride em relação ao seus antecessores com decisões de design que se contradizem constantemente". A análise do site PC Gamer disse que o jogo não se compromete o suficiente nos aspectos de RPG, devido a falta de um sitema de loot, "você apenas aumenta os valores de dano". A análise termina dizendo "Este não condena Darksiders ao esquecimento, mas é o ponto baixo da série até agora."